# Israel Juniors 2019
Das Israel Juniors 2019 fand als bedeutendstes internationales Nachwuchsturnier von Israel im Badminton vom 14. bis zum 16. März 2019 in Rischon LeZion statt. Es war die zehnte Auflage der Veranstaltung.

## Sieger und Platzierte
| Disziplin    | Gold                               | Silber                                 | Bronze                              |
| ------------ | ---------------------------------- | -------------------------------------- | ----------------------------------- |
| Herreneinzel | Luka Ban                           | Rohan Thool                            | Robby Bronselaer                    |
| Herreneinzel | Luka Ban                           | Rohan Thool                            | Shai Yanai                          |
| Dameneinzel  | Maria Duțu                         | Emilie Faaborg                         | Ana Fernandes                       |
| Dameneinzel  | Maria Duțu                         | Emilie Faaborg                         | Heli Neiman                         |
| Herrendoppel | Antonis Adamou Orestis Pissis      | Dan Simanovsky Danylo Skrynnik         | Teodor Ioan Cioroboiu Paul Harangus |
| Herrendoppel | Antonis Adamou Orestis Pissis      | Dan Simanovsky Danylo Skrynnik         | Gal Hiram Leon Kugel                |
| Damendoppel  | Emilie Faaborg Signe Hersleb Ghodt | Petra Mészáros Heli Neiman             | Anastasia Bantish Yuval Pugach      |
| Damendoppel  | Emilie Faaborg Signe Hersleb Ghodt | Petra Mészáros Heli Neiman             | Barbara Janičić Ira Misir           |
| Mixed        | Rotem Mogilner Emilie Faaborg      | Danylo Skrynnik Anastasiia Prokopovych | Idan Schneidman Yuval Pugach        |
| Mixed        | Rotem Mogilner Emilie Faaborg      | Danylo Skrynnik Anastasiia Prokopovych | Orestis Pissis Ioanna Pissi         |